# Croton ciliatoglandulifer
Croton ciliatoglandulifer là một loài thực vật có hoa trong họ Đại kích. Loài này được Ortega mô tả khoa học đầu tiên năm 1797.